# Rolf Henniger (Maueropfer)

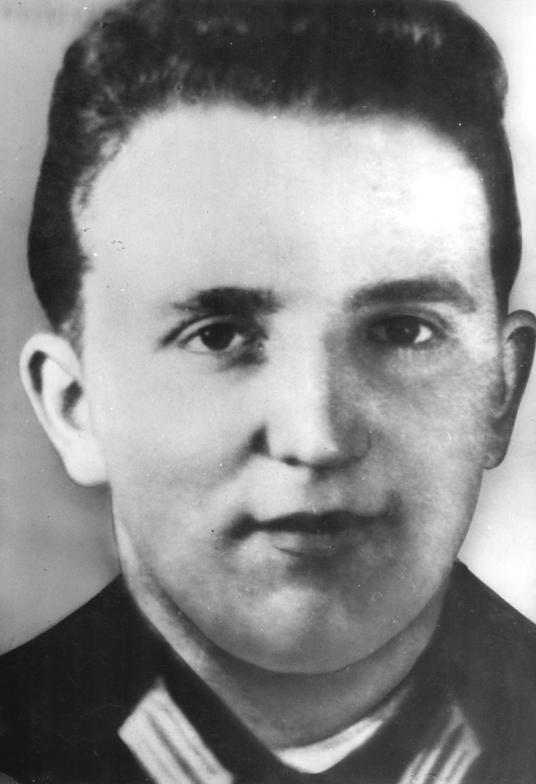
Rolf Henniger

Rolf Henniger (* 30. November 1941 in Saalfeld; † 15. November 1968 in Potsdam) war ein im Dienst getöteter Grenzsoldat der DDR.

## Leben
Nach dem Schulabschluss absolvierte Rolf Henniger eine Ausbildung zum Lokomotivführer bei der Deutschen Reichsbahn. Er heiratete 1967, bevor er im November 1967 den Wehrdienst bei den Grenztruppen der DDR antrat. Dort wurde er nach der Grundausbildung als Militärkraftfahrer in Potsdam-Babelsberg stationiert und diente zuletzt im Rang eines Gefreiten.
Am Abend des 15. November 1968 war Henniger mit seinem Zugführer in Potsdam auf Grenzstreife. In ihrem Trabant-Kübelwagen fuhren sie zum Kontrollpunkt an der Brücke, die über den Teltowkanal in die Enklave Klein Glienicke führte. Auf dem Weg nahmen sie hinter einem Baum den Volkspolizisten Horst Körner wahr, den sie für den Abschnittsbevollmächtigten hielten. Rolf Henniger stoppte den Wagen und setzte etwa 15 Meter zurück. Körner hatte sich kurz zuvor von seiner Einheit abgesetzt, um nach West-Berlin zu flüchten. Er wähnte sich entdeckt und eröffnete das Feuer auf das Fahrzeug. Rolf Henniger wurde durch mehrere Schüsse in Kopf und Oberkörper getroffen und starb vor Ort. Sein Beifahrer ließ sich aus dem Wagen fallen und erwiderte das Feuer, wobei er Horst Körner erschoss.
Die Berichterstattung über Hennigers Tod sprach nicht von einem flüchtenden Volkspolizisten, sondern von einem „bewaffneten Provokateur“, der versucht habe die Grenze der DDR zu durchbrechen. Auch gegenüber der Familie verschwieg das Ministerium für Staatssicherheit, dass ein Volkspolizist für den Tod verantwortlich war. Gegenüber seiner Familie hatte Rolf Henniger von Fluchtabsichten berichtet, so dass ihnen bis zur deutschen Wiedervereinigung unklar war, ob Rolf Henniger nicht doch bei einem eigenen Fluchtversuch starb.
In einem Staatsbegräbnis wurde Rolf Henniger am 21. November in seinem Geburtsort beigesetzt und fortan als Held dargestellt. Schulen, Jugendkollektive und das Stadion der BSG Lokomotive Saalfeld bekamen seinen Namen.